# زين العطار
علي بن الحسن زين الدين الأنصاري وشهرته الحاج زين العطار (ت. 806 هـ) هو طبيب فارسي.
من آثاره: «اختيارات البديعي» ألفه في سنة 770 هـ.